# Indole

L'indole és un compost orgànic aromàtic heterocíclic. El nom indole és un mot creuat que deriva de l'indi, un pigment blau en el qual la molècula conté dos grups indoles soldats, i d'oleum. Contràriament a les amines clàssiques, l'indole no és una base química.

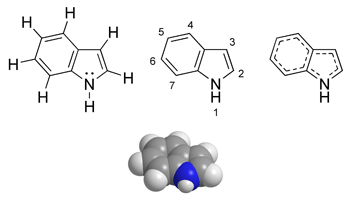
Estructura

L'indole és un compost sòlid que té una olor intensa de matèria fecal, però, en canvi, a baixes concentracions té una bona olor i forma part de molts perfums.
L'estructura indole es presenta en molts composts orgànics, com per exemple el triptòfan i l'auxina.

## Història

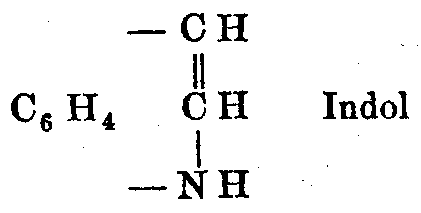
Estructura química de l'indole segons Baeyer, 1869

La química de l'indole es va començar a desenvolupar amb l'estudi del pigment blau indi. El 1866 Adolf von Baeyer (Premi Nobel de química el 1917), reduí l'oxindol utilitzant zinc i proposà una fórmula química.

## Ús
L'essència natural de gessamí utilitzada en perfumeria conté un 2,5% d'indole. La producció natural d'un quilo d'essència requereix collir milions de flors i costa uns 10 000 $. L'essència sintètica es fa amb indole i un quilo costa només 10 $.
L'indole és punt de partida per a sintetitzar molts compostos orgànics, pigments, medicaments, etc.